# Organismo endolitico

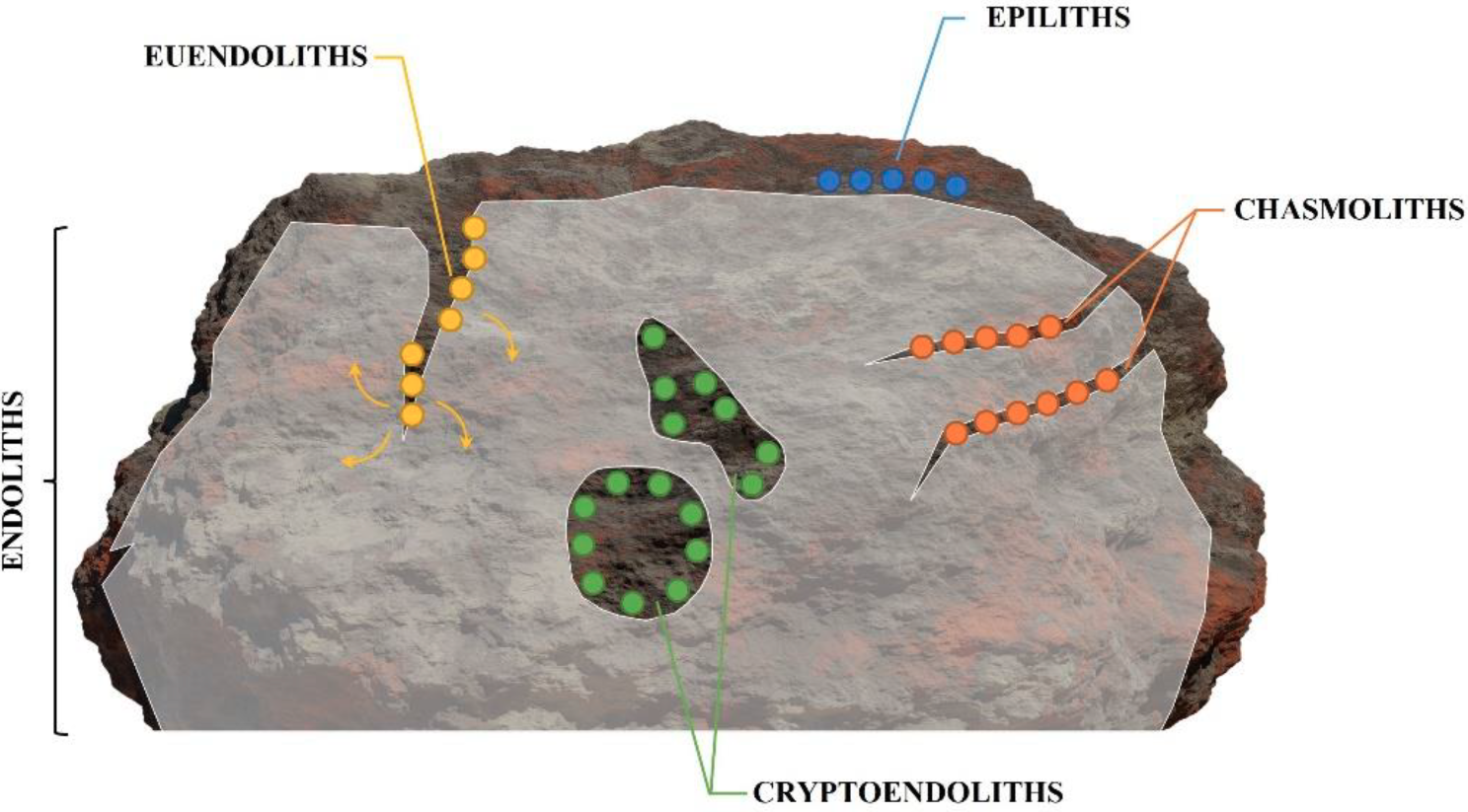
Tipi di organismi endolitici

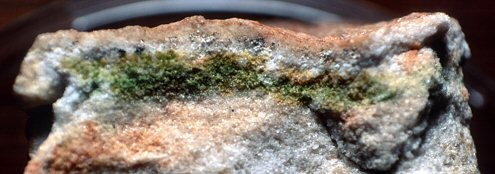
Criptoendoliti all'interno di una roccia antartica (in sezione)

Un organismo endolitico o endolita è un microrganismo (archaea, batterio, fungo, lichene, alga o ameba) che è in grado di acquisire le risorse necessarie per la propria crescita nella parte interna di una roccia.
Si distinguono diversi tipi:
- Casmoendoliti: organismi che colonizzano fessure e crepe nella roccia
- Criptoendoliti: organismi che colonizzano cavità strutturali all'interno delle rocce
- Euendoliti: organismi che penetrano attivamente all'interno delle rocce formando canali e solchi

Gli endoliti sono perlopiù organismi estremofili in grado di sopravvivere in ambienti considerati inospitali per la vita, in virtù di adattamenti a condizioni estreme quali la mancanza di acqua, il gelo e gli scarti estremi di temperatura; per tale motivo sono oggetto di interesse per gli astrobiologi, che teorizzano la possibilità dell'esistenza di comunità endolitiche su Marte.